# بهناز نازی
بهناز نازی (زادهٔ ۱۲ دی ۱۳۴۶) بازیگر تئاتر، سینما و تلویزیون ایران است.

## سریال تلویزیونی
| عنوان فیلم                             | کارگردان       | سال تولید |
| -------------------------------------- | -------------- | --------- |
| سفر به چزابه (مجموعه تلویزیونی)        | رسول ملاقلی‌پور | ۱۳۷۴      |
| پزشکان (مجموعه تلویزیونی)              | مسعود کرامتی   | ۱۳۷۷      |
| سیاه، سفید، خاکستری (مجموعه تلویزیونی) | سیامک شایقی    | ۱۳۷۸      |

## سریال نمایش خانگی
| عنوان فیلم | کارگردان | سال تولید |
| ---------- | -------- | --------- |
| ازازیل     | حسن فتحی | ۱۴۰۳      |
| جيران      | حسن فتحی | ١۴٠٠      |

## فیلم سینمایی
| عنوان فیلم   | کارگردان       | سال تولید |
| ------------ | -------------- | --------- |
| مادرم گیسو   | سیامک شایقی    | ۱۳۷۴      |
| شراره (فیلم) | سیامک شایقی    | ۱۳۷۸      |
| دلم می‌خواد   | بهمن فرمان آرا | ۱۳۹۴      |

## تئاترها
| عنوان تئاتر           | سمت              | کارگردان                 | سال تولید |
| --------------------- | ---------------- | ------------------------ | --------- |
| گمسار                 | بازیگر           | شهرام کرمی               | ۱۳۷۴      |
| روزنه                 | طراح صحنه و لباس | حمیدرضا نعیمی            | ۱۳۷۵      |
| روزگار طولانی تنهایی  | طراح صحنه و لباس | شهرام کرمی               | ۱۳۷۵      |
| انتظار با بوی نرگس    | طراح صحنه و لباس | عباس غفاری               | ۱۳۷۶      |
| روزگاری برای بودن     | بازیگر           | حمیدرضا نعیمی            | ۱۳۷۸      |
| دختری با شنل ارغوانی  | بازیگر           | حمیدرضا نعیمی            | ۱۳۷۹      |
| آژاکس                 | بازیگر           | آرش دادگر                | ۱۳۸۱      |
| داستان‌های کارور       | بازیگر           | حمیدرضا نعیمی، آرش دادگر | ۱۳۸۳      |
| مکبث                  | بازیگر           | حمیدرضا نعیمی            | ۱۳۸۴      |
| کالون و قیام کاتسیلون | بازیگر           | آرش دادگر                | ۱۳۸۶      |
| سقراط                 | بازیگر           | حمیدرضا نعیمی            | ۱۳۹۲      |
| شوایک ، سرباز ساده دل | بازیگر           | حمیدرضا نعیمی            | ۱۳۹۶      |
| محبوبه‌ها              | بازیگر           | ژاله صامتی               | ۱۳۹۷      |
| گابریل                | کارگردان         | بهناز نازی               | ۱۳۹۸      |

## جوایز
- دریافت جایزه دوم بازیگری از جشنواره دانشگاه آزاد بوشهر، برای بازی در نمایش «گمسار» ؛۱۳۷۴
- دریافت جایزه دوم طراحی صحنه و لباس از جشنواره استانی تهران، برای طراحی صحنه نمایش «روزنه «و» روزگار طولانی تنهایی» ؛۱۳۷۵
- دریافت سیمرغ بلورین بهترین طراحی صحنه و لباس از جشنواره فیلم فجر برای طراحی صحنه فیلم «هیوا «به کارگردانی»رسول ملاقلی‌پور»؛ ۱۳۷۷[۲]
- دریافت رتبه سوم بازیگری از جشنواره سراسری دانشجویی برای بازی در نمایش «روزگاری برای بودن»؛ ۱۳۷۸